# اچ‌ام‌سی‌اس سی‌سی-۲
اچ‌ام‌سی‌اس سی‌سی-۲ (به انگلیسی: HMCS CC-2) یک زیردریایی بود که طول آن ۱۴۴ فوت (۴۴ متر) بود. این زیردریایی در سال ۱۹۱۳ ساخته شد.